# Apparizioni
Apparizioni o Visioni fantastiche (Erscheinungen) è un racconto breve di Ernst Theodor Amadeus Hoffmann inserito nella raccolta I confratelli di Serapione.

## Trama
Durante l'assedio di Dresda del 1813, Anselmo incontra sul ponte che attraversa l'Elba un vecchio visionario (chiamato dai soldati francesi "San Pietro") e una giovane donna emersa dalle acque del fiume.

## Edizioni italiane
- E.T.A. Hoffmann, I Fedeli di San Serapione, introduzione di Bonaventura Tecchi, traduzione di Rosina Spaini, Gherardo Casini Editore, Roma, 1957.
- E.T.A. Hoffmann, Romanzi e racconti, volume II (I Confratelli di San Serapione), introduzione e nota bio-bibliografica di Claudio Magris, traduzioni di Carlo Pinelli, Alberto Spaini, Giorgio Vigolo, Einaudi, Torino, 1969.